# Nikolaus Stanec
Nikolaus Stanec (* 29. April 1968 in Wien) ist ein österreichischer Schachgroßmeister. Derzeit spielt er für den SC Donaustadt in der Wiener Landesliga.

## Leben
Nikolaus Stanec erlernte Schach als Fünfjähriger von seinem Vater. Als Achtjähriger trat er einem Schachklub bei und spielte intensiv bis zu seinem 14. Lebensjahr, unterbrach das Spielen aber zu Gunsten seiner Gymnasialzeit. Nach der Matura schrieb er sich für Psychologie und Chemie an der Universität ein. Nach kurzer Zeit aber brach er das Studium ab und konzentrierte sich auf seine Schachkarriere.

## Erfolge
1991 gelang ihm, inzwischen Schachprofi, die erste Norm zum Titel Internationaler Meister. Stanec gewann erstmals 1995 die österreichische Staatsmeisterschaft, anschließend mit Ausnahme von 2001 jedes Jahr bis 2005. Seinen elften und zwölften Staatsmeistertitel gewann Stanec 2018 und 2019 jeweils in Wien. 1997 und 1999 gewann er das Austria-Open, 1999, 2001, 2002 und 2003 das Donau-Open in Wien. 2003 gewann er in Ansfelden. Die FIDE verlieh ihm im November 2003 den Großmeistertitel. Die erforderlichen Normen erfüllte er beim European Club Cup 2000 in Neum, im September 2002 bei einem GM-Turnier in St. Pölten und beim Wiener Open im August 2003.

## Nationalmannschaft
Mit der österreichischen Nationalmannschaft nahm Stanec an den Schacholympiaden 1994 und 1996 sowie den Mannschaftseuropameisterschaften 1997 und 2009 teil.

## Vereine
Stanec spielte in der österreichischen Staatsliga A beziehungsweise 1. Bundesliga von 1990 bis 1995 für den SK Margareten, mit dem er 1993, 1994 und 1995 Meister wurde und in denselben Jahren auch am European Club Cup teilnahm, von 1995 bis 2002 für den SK Merkur Graz, mit dem er 1996, 1997, 1998, 1999, 2000, 2001 und 2002 Meister wurde und fünfmal am European Club Cup teilnahm, und von 2003 bis 2007 für die Mannschaft von Union Ansfelden, mit der er 2005 und 2007 Meister wurde und am European Club Cup 2005 teilnahm.